# Josip Perušić
Josip Perušić O.S.B. (rodno ime: Benedikt Perušić; Straßlach, 21. ožujka 1871. – Atlantik, 15. travnja 1912.) bio je njemački benediktinski svećenik hrvatskog podrijetla. Jedan je od žrtava među putnicima drugog razreda „RMS Titanica”, a postao je poznat kroz izvještaje preživjelih o svom uzornom ponašanju tijekom potonuća broda.

## Životopis
Rođen je u Straßlachu, 21. ožujka 1871. godine. Od 1872. godine živio je s obitelji u Dorfenu, gdje je njegov otac Matija (Mathias), koji je po zanimanju polirao zidove, otvorio trgovinu građevinskog materijala. Očevo prezime upućuje na hrvatsko podrijetlo. Majka mu je bila Elisabeth Perušić (rođ. Neudecker). Od 1877. do 1882. pohađao je osnovnu školu u Dorfenu, a 1882. kao učenik latinskog jezika imao je doticaj sa samostanom Scheyern. Od 1886. pohađao je gimnaziju „Königlichen Studienseminar” u Freisingu. Ondje je maturirao u kolovozu 1890. godine. Zatim je započeo studij filozofije, a kasnije i teologije na „Königlichen Lyceum”.
U šestom semestru ulazi u novicijat samostana Scheyern. Dana 28. travnja 1895., prije polaganja redovničkih zavjeta, nadbiskupa Antonius von Thoma, zaredio ga je za svećenika u Scheyernu. Od tada je uzeo ime Josip te je postao nastavnika matematike, glazbe i športa u Scheyernu. Veliki tjedan 1912. proveo je u benediktinskom samostanu sv. Augustina u Ramsgateu (grofovija Kent). Odatle se uputio u Minnesotu, gdje je trebao pomoći pri osnivanju benediktinske škole. Tamo je tamo trebao predavati u „Preparatory School of Saint John's Abbey” u Collegevilleu te također upravljati benediktinskom srednjom školom. Scheyern je napustio 30. ožujka 1912. kako bi nastavio svoje putovanje, 10. travnja 1912., na RMS Titanicu.

### RMS Titanic
Rezervirao je putovanje u drugom razredu od Southamptona do New Yorka za 13 funti na RMS Titanicu. Prema svjedočenjima pojedinaca koji su preživjeli nesreću, redovito je služio svetu misu na brodu i propovijedao na njemačkom, putnicima 3., a kasnije i 2. razreda broda. S njim je zajedno djelovao i vlč. Thomas Byles koji je govorio engleski. Kad je postalo jasno da će brod potonuti, svećenici su molilo s vjernicima, ispovijedali i razgovarali s unesrećenim putnicima. Svećenicima je bilo ponuđeno mjesto u čamcu za spašavanje, koje su oni odbili.
Perušić nije preživio nesreću RMS Titanica i nije ga se moglo identificirati među pronađenim žrtvama. U Scheyernu je tadašnji opat Metzenleiter, 22. travnja, primio poruku da je Perušić vjerojatno umro, a 4. svibnja 1912. je proglašen mrtvim.

## Počasti
Dana 4. svibnja 1912., točno 17 godina nakon Perušićevog ređenja, samostan Scheyern primio je vijest o sigurnoj smrti oca Perušića. U Scheyernu, u istočnom krilu klaustra stoji spomen-ploča njemu u častu:

„R.I.P., R.P. Josephus Peruschitz, OSB qui in nave ista Titanica die 14.IV.1912 pie se devovit aetatis anno 42. sacerd. et profess. 17.”
„P.U.M, O. Josip Perušić, OSB, koji se pobožno žrtvovao na slavnom brodu Titanic. U 42. godini života i 17. godini svećeništva i redovničkih zavjeta.”

Godine 2012., sto godina nakon potapanja RMS Titanica, Perušićeva rodna župa Uznesenja Marijina u Dorfenu i samostan Scheyern organizirali su nekoliko komemoracija i izložbi pod naslovom „Der Trostengel von der Titanic“ [„Anđeo utjehe s Titanica”].

## Poveznice
- RMS Titanic
- Juozas Montvila
- Thomas Byles

### Knjige
- Wirth, Lukas, ur. 2019. Kloster Scheyern: 900 Jahre Benediktiner am Stammsitz der Wittelsbacher. Regensbuurg. ISBN 978-3-7917-3037-0

### Mrežna sjedišta
- Bayerischer Benediktiner starb beim Titanic-Unglück - Der Mönch auf der Titanic [„Bavarski benediktinac poginuo u katastrofi Titanica - Redovnik na Titanicu”]. www.domradio.de (njemački). Inačica izvorne stranice arhivirana 9. svibnja 2016. Pristupljeno 12. listopada 2023.
- Kloster Scheyern: Als Zögling in Scheyern [„Samostan Scheyern: Kao učenik u Scheyernu”]. www.kloster-scheyern.de (njemački). Inačica izvorne stranice arhivirana 7. svibnja 2016. Pristupljeno 12. listopada 2023.
- Kloster Scheyern: Der Untergang der Titanic [„Samostan Scheyern: Potonuće Titanica”]. www.kloster-scheyern.de (njemački). Inačica izvorne stranice arhivirana 21. siječnja 2015. Pristupljeno 12. listopada 2023.
- Kloster Scheyern: Die Eltern von Pater Peruschitz [„Samostan Scheyern: Roditelji oca Peruschitza”]. www.kloster-scheyern.de (njemački). Inačica izvorne stranice arhivirana 21. siječnja 2015. Pristupljeno 12. listopada 2023.
- Joseph Peruschitz – Passagier in der 2. Klasse [„Joseph Peruschitz – putnik 2. razreda”]. www.titanicverein.de (njemački). Pristupljeno 12. listopada 2023.
- Kloster Scheyern: Gedenken zum 100. Jahrestag der Katastrophe [„Samostan Scheyern: komemoracija 100. godišnjice nesreće”]. www.kloster-scheyern.de (njemački). Inačica izvorne stranice arhivirana 21. siječnja 2015. Pristupljeno 12. listopada 2023.
- Peruschitz, Joseph. www.orden-online.de (njemački). Pristupljeno 12. listopada 2023.

## Vanjske poveznice
Ostali projekti
|  | Zajednički poslužitelj ima još gradiva o temi Josip Perušić |